# 쿰바코남

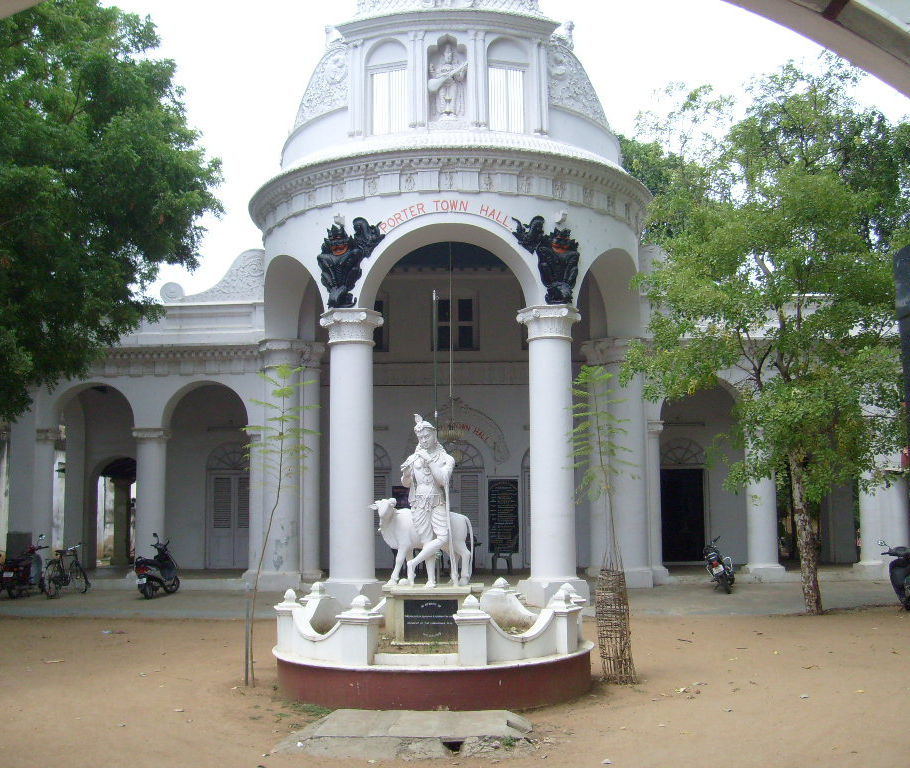
쿰바코남 시청

쿰바코남(Kumbakonam, 이전 발음: Coombaconum, Combaconum) 또는 쿠단타이(Kudanthai)는 타밀나두주의 탄자부르구에 위치한 도시이다. 첸나이에서 273킬로미터 떨어져 있으며 탄자부르구의 쿰바코남 탈룩의 본사가 위치해 있다. 탄자부르에 이어 두 번째로 큰 도시이다. 이 도시의 경계에 2개의 강이 있는데, 하나는 북쪽으로 카베리강, 남쪽으로 아라살라강이있다. 쿰바코남은 이곳에 수많은 만디르가 유행한 것을 이유로 템플 타운(Temple Town)으로 알려진 곳이다.

## 인구
| 연도                                                       | 인구    | ±%     |
| ---------------------------------------------------------- | ------- | ------ |
| 1871                                                       | 44,444  | —      |
| 1881                                                       | 50,098  | +12.7% |
| 1891                                                       | 54,307  | +8.4%  |
| 1901                                                       | 59,673  | +9.9%  |
| 1911                                                       | 64,647  | +8.3%  |
| 1921                                                       | 60,700  | −6.1%  |
| 1931                                                       | 62,317  | +2.7%  |
| 1941                                                       | 67,008  | +7.5%  |
| 1951                                                       | 91,648  | +36.8% |
| 1961                                                       | 92,581  | +1.0%  |
| 1971                                                       | 113,130 | +22.2% |
| 1981                                                       | 132,832 | +17.4% |
| 1991                                                       | 139,449 | +5.0%  |
| 2001                                                       | 140,021 | +0.4%  |
| 2011                                                       | 140,056 | +0.0%  |
| 출처: - 1871 – 1901: - 1911 – 1961: - 1951 – 2001: - 2011: |         |        |